# Doma de equinos

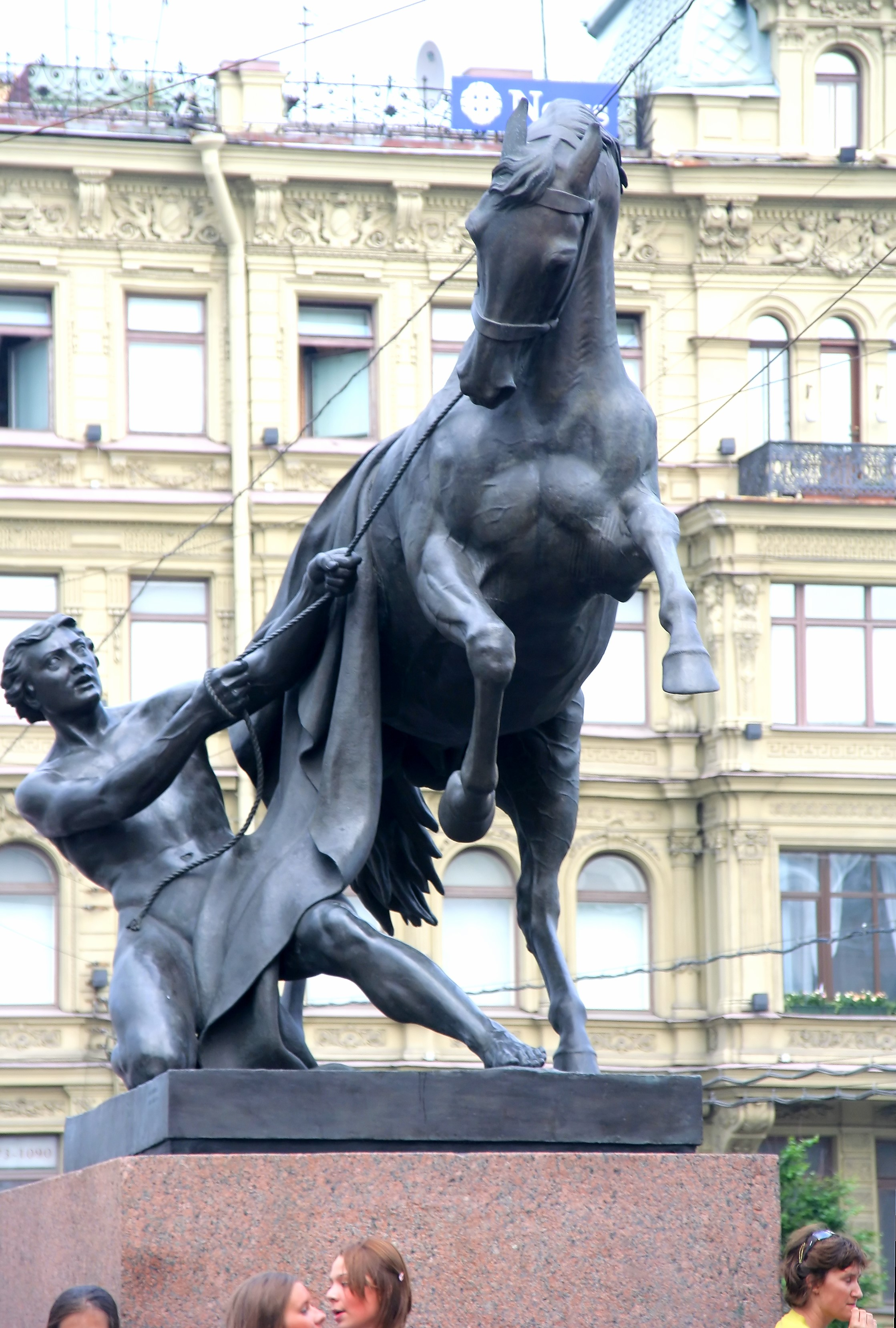
Escultura de un domador en plena faena.

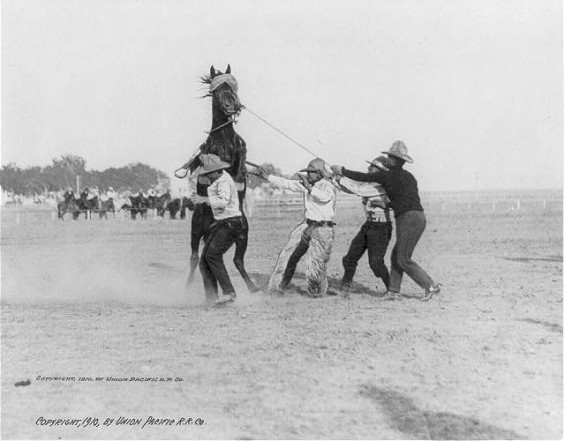
Cowboys domando un caballo, en 1910.

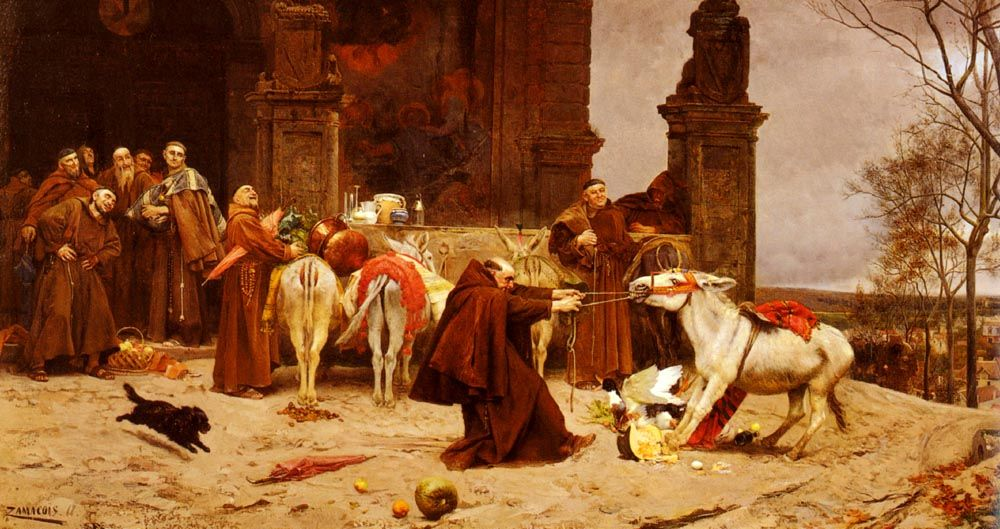
Una pintura de 1868 en donde se representa la doma de un burro.

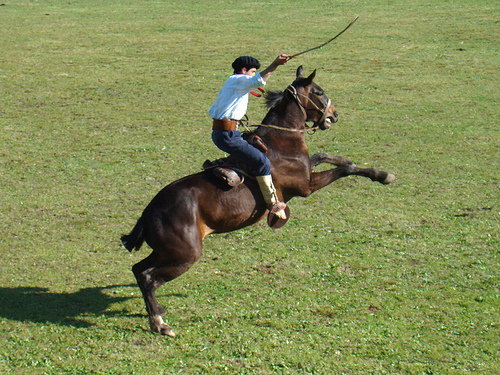
Una doma gaucha.

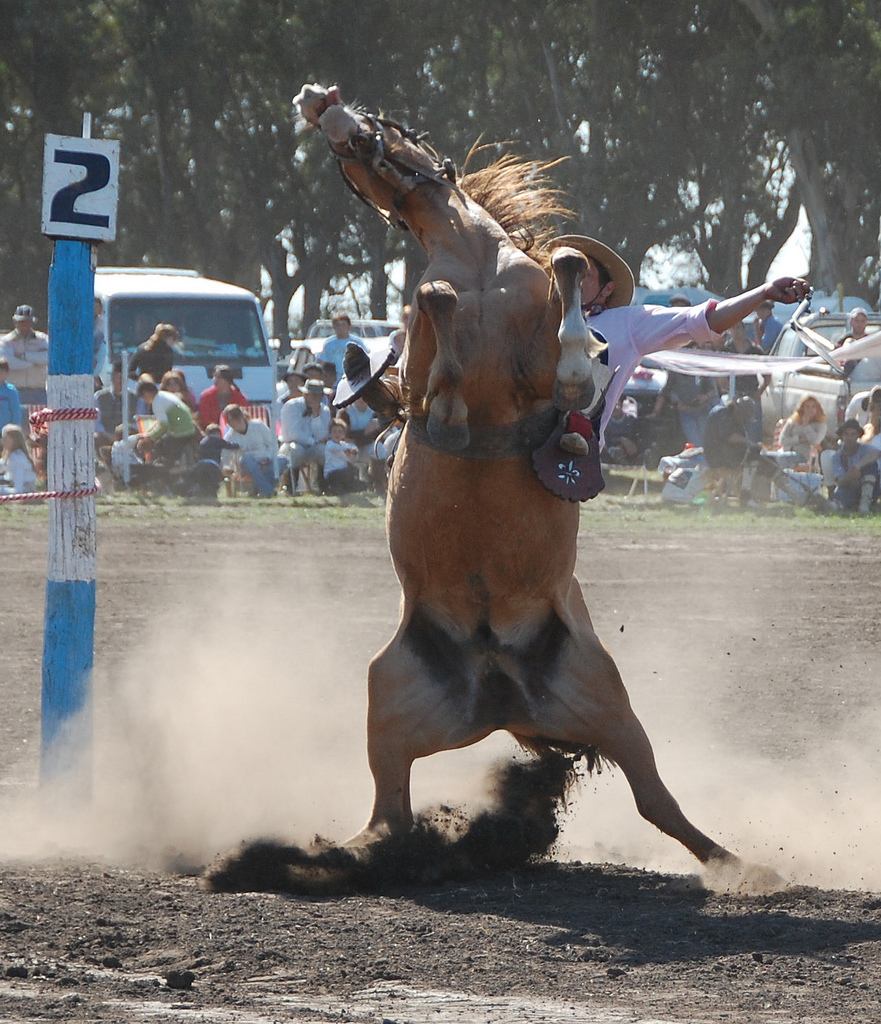
El impacto que produce el espectáculo que ofrece una doma gaucha fue transformado en un deporte, denominado: Jineteada gaucha.

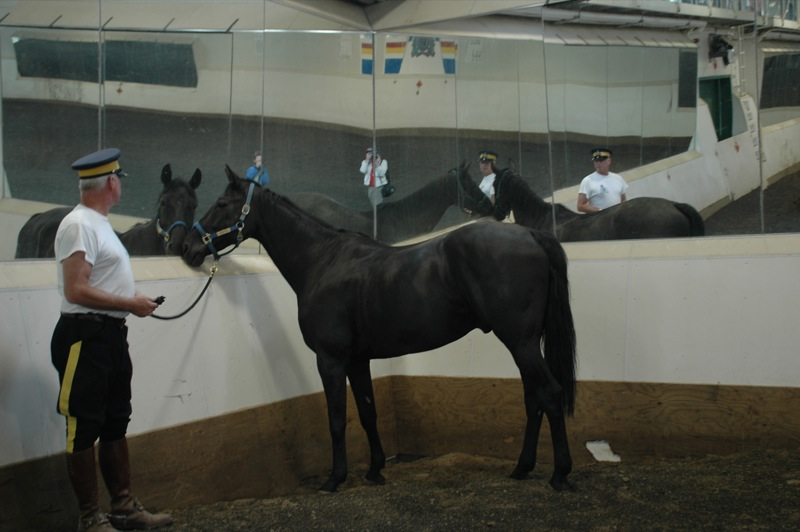
La colocación de espejos en las paredes superiores del picadero da como resultado que el potro se tranquilice, al creerse dentro de una protectora manada, no sintiendo que se encuentra solo con su domador.

Se denomina doma de equinos o adiestramiento equino a las técnicas que posibilitan que, en un lapso de tiempo variable, un ejemplar equino —generalmente un caballo pero también se aplica a burros o mulas— pase de ser un animal indómito a permitir que un ser humano lo monte y guíe.

## Generalidades
Todos los equinos presentan un comportamiento innato que consiste en instintivamente intentar desembarazarse de lo que tienen sobre sí. Esto ocurre porque muchos predadores intentan trepar o saltar sobre los lomos de sus presas, no sólo porque allí sus víctimas no pueden defenderse con mordidas o patadas, sino también porque desde esa posición tienen acceso al sector dorsal del cuello, lugar vulnerable de la presa pues en esa región se encuentran las vértebras cervicales, las cuales poseen forámenes transversos por donde pasan la vena y la arteria vertebrales; un solo mordisco aplicado en ese sector es suficiente para terminar con la resistencia de su víctima.
Este instinto natural es fundamentalmente el que el domador debe vencer para poder cabalgar sobre un equino. Para ello, aplica un procedimiento que repite mucho de lo ocurrido con esas mismas especies en su proceso de domesticación, pero en vez de hacerlo a nivel especie esto se ve representado a escala individual.
Históricamente, los caballos fueron domados para servir en la guerra, como tiro del arado en tareas agrícolas, como instrumento clave en el trabajo ganadero, para emplearlos en el deporte de carreras y en el transporte de personas o cargas. Hoy, la mayor parte de esas tareas son cumplidas por maquinarias; aun así se continúa domando a los caballos con las mismas técnicas, muchas de ellas centenarias y hasta milenarias.
Hay una fuerte controversia sobre cuál de los variados métodos de doma de equinos es el mejor, el más rápido, el menos traumático, el más eficaz, etc. Algunas técnicas son consideradas crueles por muchas personas, las que predican por la utilización de métodos que se consideran más suaves y humanos.
Luego de domado, si se quiere, el animal se encuentra apto para emprender con éxito un proceso de adiestramiento, el cual suele ser conocido como doma clásica, una de las disciplinas olímpicas que forman la equitación.

## Métodos de doma
Son múltiples los métodos que se pueden emplear para domar a un equino; la persona especializada en hacerlo es llamado: ‘‘domador’’. En todas las variantes el comienzo y el final es el mismo, pues partiendo de un animal indómito, el cual responde agresivamente al mínimo intento de montarlo, se llega a un ejemplar sumiso y obediente, el cual se ha transformado en una eficiente herramienta, mayormente carente de peligrosidad.
La producción hormonal de los ejemplares machos no castrados —llamados por ello ‘‘enteros’’— los tiende a hacer más temperamentales, por lo que ante las dificultades que presenta su doma se prestan más a una técnica tradicional o gaucha. Las yeguas y los potros a los cuales aún no les han descendido sus testículos no poseen limitantes en las técnicas aptas para su doma.

### Doma tradicional o ‘‘gaucha’’
La llamada ‘‘doma tradicional’’ o ‘‘doma gaucha’’ es el método más rápido en llevar a cabo el proceso disciplinatorio de un equino. Si bien esta práctica puede considerarse un alarde de fuerza y guapeza, para algunos es el método más truculento y salvaje. El proceso se inicia enlazando un potro no domado, al que se lo sujeta a un poste de madera clavado en el suelo (denominado palenque), y se le cubren sus ojos con una prenda. Se le suele colocar también riendas, brida (con bocado o freno en su boca), estribos y montura. En el siguiente paso, el domador monta al animal (portando botas provistas de espuelas) y sus acompañantes al mismo tiempo le quitan al animal la prenda que ocultaba a sus ojos y lo liberan. El domador al unísono comienza a azotar con su rebenque las ancas del equino, el cual responde con fuertes sacudidas, corcoveos, saltos, y patas, pero a los 10 o 20 segundos el cansancio lo vence y comienza a dejar de saltar, para pasar seguidamente a obedecer —al comienzo de mala gana— las órdenes de quien lo monta. A los pocos días el animal acepta mansamente la colocación de los aprestos de montar, considerándoselo ya un ejemplar domado, por lo que su precio pasa a ser mucho mayor. Durante la doma pueden presentarse accidentes graves, tanto para el caballo como para el domador.

### Doma progresiva o ‘‘india’’
Como contraparte a la denominada doma gaucha, en la doma india se lleva a cabo una paciente y medulosa técnica en donde no se emplea la fuerza primitiva para someter al animal, sino que se persigue el objetivo de poder montar al equino como un resultado de la formación de un tipo de lazo de amistad entre el animal y el hombre. Además de doma india, también es llamada manejo natural del caballo, doma western, doma progresiva, doma psicológica, doma natural, doma racional, etc.
Este proceso puede demandar un poco más de tiempo en un principio, pero luego cuando el caballo está más tranquilo y confía en nosotros, todo se puede realizar más rápidamente. En este tipo de doma se busca ganar la confianza del equino, demostrándole al caballo que hay un entendimiento y estamos dispuestos a una comunicación. En ningún momento se le infunde dolor o miedo. El animal domado que se consigue de esta manera no queda traumatizado, por lo que no suele mostrar actitudes temerosas; suele ser confiado y leal hacia su dueño, presentando un carácter manso y bonachón. En algunos tipos de doma india, el paso final —la monta del animal— se realiza dentro de una laguna o río, donde la densidad del agua físicamente acota la resistencia del equino. 
Etapas
Las sucesivas etapas de la doma india son:
- Socialización: el equino es ubicado en un corral donde también se encuentra el domador, quien se quedará con él durante un par de horas.
- Embozalamiento: el animal se introduce en una manga para ganado, y allí se le coloca un bozal.
- Descosquilleo: el potro es tocado en gran parte de su cuerpo, lo cual le va quitando la natural hipersensibilidad que presentan en la piel, la que se manifiesta en forma de cosquillas.
- Cabestreado: el equino es cabestreado (colocación de un lazo en su cuello o un bozal) y posteriormente se logra que siga el paso de su domador.
- Montado en pelo: el animal es montado ‘‘en pelo’’ es decir, sin montura. Generalmente esto se lleva a cabo en un corral redondo.
- Montado ensillado: el potro es montado con silla y riendas.

### Doma «a pie de piso»
Esta es una variante muy similar a la doma india. Se denomina de ese modo en razón de que el domador se mantiene en todo el proceso parado en el piso, al mismo nivel que el equino. Se emplean sogas de varios metros de largo para hacer que el potro camine o trote alrededor del domador, el que actúa así como un pivote. Posteriormente se le coloca una silla pequeña a la cual se le va incorporando progresivamente pesos; luego se le agregará un muñeco, y finalmente será el propio domador el que se intente subir.

### MétodoJoin-Up
El sistema de doma equina denominado Join-Up fue creado por el empresario, escritor y entrenador de caballos estadounidense Monty Roberts. Como en otras de las anteriores, es una técnica donde no se aplica la violencia.

## Impronta
La técnica de la impronta o imprinting se puede emplear como complemento de los métodos de doma. Se lleva a cabo desde el mismo nacimiento del potrillo y se continúa durante sus primeros días. Consiste en practicarle abundantes caricias siempre prodigándoles un buen trato y afecto, lo que se traduce en un equino que impregna en su mente que el ser humano es su amigo y no un predador.